# Žigrovec
Žigrovec is een plaats in de gemeente Sveti Ilija in de Kroatische provincie Varaždin. De plaats telt 217 inwoners (2001).